# Sainkhüügiin Ganbaatar
Sainkhüügiin Ganbaatar (en mongol : Сайнхүүгийн Ганбаатар) est un homme politique mongol né le 30 juillet 1970. Ganbaatar est membre du Parti révolutionnaire du peuple mongol.
Il est critique des concessions minières à Rio Tinto, en particulier celle de la mine d'Oyou Tolgoï et des prêts accordés par le Fonds monétaire international.
Ganbaatar est élu au Grand Khoural d'État en 2012 dans l'aïmag de Darkhan-Uul. Il est accusé d'avoir menti sur ses diplômes. Lors de l'élection de 2016, il perd son siège et le PRPM n'obtient qu'un seul siège,.
Nambaryn Enkhbayar est désigné candidat du Parti révolutionnaire du peuple mongol pour l'élection présidentielle de juin 2017 mais sa condamnation entraîne le rejet de sa candidature par la commission électorale mi mai. Le PRPM choisit alors Ganbaatar pour le représenter,,. Il recueille plus de 30 % des voix et échoue de peu à atteindre le second tour, devancé dans le décompte des derniers bulletins par Miyeegombyn Enkhbold. Ganbaatar critique le dépouillement et refuse de reconnaitre le résultat.